# Ti Riviere
Ti Riviere es una localidad de Santa Lucía que forma parte del distrito de Micoud.